# Варзеа-да-Овелья-и-Аливиада
Варзеа-да-Овелья-и-Аливиада (порт. Várzea da Ovelha e Aliviada) — район (фрегезия) в Португалии, входит в округ Порту. Является составной частью муниципалитета Марку-де-Канавезеш. По старому административному делению входил в провинцию Дору-Литорал. Входит в экономико-статистический субрегион Тамега, который входит в Северный регион. Население составляет 2294 человека на 2001 год. Занимает площадь 14,36 км².